# Rada Lečič
Rada Lečič, slovenska slovenistka, * 25. oktober 1961, Ljubljana.
Deluje kot lektorica/učiteljica slovenščine na tujih univerzah, avtorica slovničnih priročnikov in učbenikov slovenščine za tujce, predavateljica in prevajalka.

## Življenje
Leta 1985 je na Filozofski fakulteti Univerze v Ljubljani diplomirala iz slovenskega in italijanskega jezika s književnostjo, leta 1990 pa opravila znanstveni magisterij iz sodobne slovenske književnosti.

## Delo in ustvarjanje
Rada Lečič je bila od leta 1993 do 1998 lektorica/učiteljica slovenskega jezika na Univerzi "La Sapienza" v Rimu, vmes je slovenščino poučevala na tečajih v Braziliji in Urugvaju (leta 1997), v ZDA (1998) in dvakrat v Luksemburgu (1999 in 2000). Od leta 2001 do 2009 je bila lektorica slovenskega jezika na Visoki šoli za prevajalce in tolmače v Trstu, nekaj semestrov je poučevala na fakultetah v Vidmu in Padovi, od leta 2009 pa je kot lektorica Centra za slovenščino kot drugi in tuji jezik zaposlena na Oddelku za humanistične študije Univerze v Trstu.
Napisala je več priročnikov in učbenikov, ki so prevedeni v številne tuje jezike: Osnove slovenskega jezika (tudi v angleškem in italijanskem prevodu); učbenik v dveh delih Slovenščina od A do Ž (tudi v angleškem, italijanskem, nemškem, srbskem, ruskem in albanskem prevodu); Slovenski predlogi in frazemi (tudi z italijanskim prevodom); Lepa beseda lepo mesto najde – Slovenski pregovori in izreki; Parlo, parli, parliamo sloveno; Slovenski glagol: oblikoslovni priročnik in slovar slovenskih glagolov (s prevodi v več jezikov);  kartice Igraje do znanja slovenščine in Prepletenke.
Lektorira prevodna dela svojega moža Vasje Bratine, novinarja in priznanega prevajalca italijanske, angleške, hrvaške in srbske književnosti.